# Santo Tomé (Jaén)
Santo Tomé es una localidad y municipio español de la provincia de Jaén, Andalucía, de 2105 habitantes (INE 2022) situado en el valle del alto Guadalquivir, en la comarca de Cazorla.

## Geografía humana

### Demografía
Cuenta con una población de 2077 habitantes (INE 2024).
| Gráfica de evolución demográfica de Santo Tomé entre 1857 y 2021 |
| |
| Población de derecho según los censos de población del INE Población de hecho según los censos de población del INEEntre el censo de 1857 y el anterior, aparece este municipio porque se segrega del municipio 23028 (Cazorla) |

## Organización político-administrativa

### Eleciones municipales
| Elecciones municipales desde 1979          |      |      |      |      |      |      |      |      |      |      |      |      |
|                                            | 1979 | 1983 | 1987 | 1991 | 1995 | 1999 | 2003 | 2007 | 2011 | 2015 | 2019 | 2023 |
| AP/PP                                      | -    | 4    | 3    | 1    | 1    | 3    | 4    | 3    | 4    | 4    | 3    | 4    |
| PSOE                                       | 6    | 7    | 8    | 5    | 5    | 6    | 6    | 8    | 7    | 7    | 8    | 7    |
| PCE/IU                                     | 0    | 0    | 0    | -    | 0    | 0    | -    | -    | -    | -    | -    | -    |
| SI/FADI                                    | -    | -    | -    | 5    | 5    | -    | -    | -    | -    | -    | -    | -    |
| UCD                                        | 5    | -    | -    | -    | -    | -    | -    | -    | -    | -    | -    | -    |
| PA                                         | -    | -    | -    | -    | -    | 2    | 1    | 0    | -    | -    | -    | -    |
| En negrilla el partido más votado.         |      |      |      |      |      |      |      |      |      |      |      |      |
| Fuente: Datos de las elecciones desde 1979 |      |      |      |      |      |      |      |      |      |      |      |      |

### Alcaldía
| Periodo   | Nombre                     | Partido |
| --------- | -------------------------- | ------- |
| 1979-1983 | Santos Vázquez Linares     |         |
| 1983-1987 | Santos Vázquez Linares     |         |
| 1987-1991 | Santos Vázquez Linares     |         |
| 1991-1995 | Francisco Jiménez Nogueras | SI      |
| 1995-1999 | Elías Gómez Gallego        | FADI    |
| 1999-2003 | Francisco Jiménez Nogueras |         |
| 2003-2007 | Francisco Jiménez Nogueras |         |
| 2007-2011 | Francisco Jiménez Nogueras |         |
| 2011-2015 | Francisco Jiménez Nogueras |         |
| 2015-2019 | Francisco Jiménez Nogueras |         |
| 2019-2023 | Francisco Jiménez Nogueras |         |
| 2023-act. | Francisco Jiménez Nogueras |         |

## Economía
Municipio principalmente agrícola, su mayor fuente de ingresos proviene principalmente del olivar, elaborando un aceite de oliva de alta calidad, cuya denominación de origen es Sierra de Cazorla y predominando la aceituna de variedad picual. En menor medida otra parte de los ingresos procedentes de la agricultura son de cereales y hortalizas, debido a su privilegiada ubicación en los fértiles valles de los ríos Guadalquivir y Cerezuelo. Igualmente, el cultivo del espárrago se está haciendo frecuente en la vega del Guadalquivir.
Se ubica a las puertas de la Sierra de Cazorla y comienza a dar frutos el plan de conservación de cortijos y casas típicas tomeseñas para el desarrollo de un turismo en auge como el turismo rural.

### Evolución de la deuda viva municipal
| Gráfica de evolución de Deuda viva del Ayuntamiento de Santo Tomé entre 2008 y 2019                                |
| |
| Deuda viva del Ayuntamiento de Santo Tomé en miles de Euros según datos del Ministerio de Hacienda y Ad. Públicas. |

## Historia
Los restos arqueológicos más antiguos encontrados en su término municipal, que delatan la presencia humana, se remontan, por ahora, a la época del Neolítico final, con el hallazgo de cerámica fabricada a mano, con carena baja y mamelones, además de varios útiles líticos: puntas de flecha, dientes de hoz, machacadores, etc. 
Entre finales del IV milenio a. C. y los primeros siglos del III milenio, hubo un pequeño asentamiento en las inmediaciones de Santo Tomé. Se trataba de un grupo de personas que buscaban nuevas tierras para cultivo y pastoreo, mejores suelos para el aprovechamiento hortícola y cerealista empleando la técnica de quemar el bosque usando las cenizas como fertilizantes y explotar el suelo hasta su agotamiento. El asentamiento estaba constituido por una agrupación de pequeñas cabañas de forma circular, sin cimentación o ligeramente excavadas, construidas con piedras pequeñas en la base, y el resto con cañas y ramas trabadas con barro. 

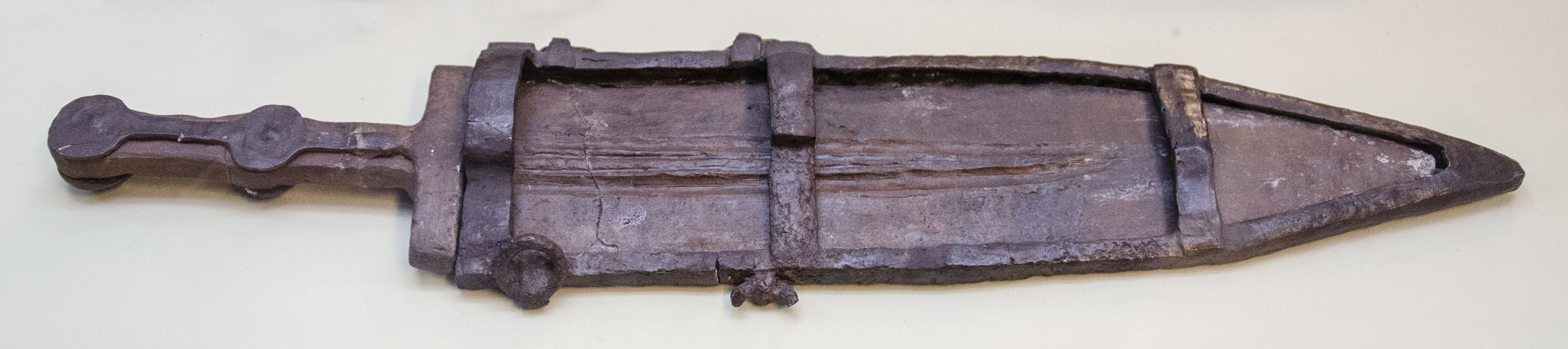
Espada de hierro de Ateril del Duende. Íbero, Museo de Jaén.

De la Edad del Cobre existe un yacimiento cercano a la Agrupación de Santo Tomé (conocida también por Montiel), que ha sufrido diversas y recientes devastaciones. En 1983 un equipo de arqueólogos del entonces Colegio Universitario de Jaén llevaron a cabo dos catas para determinar su estratigrafía, confirmando un asentamiento con varias cabañas circulares pertenecientes a esta época, con superposición de sucesivas culturas.
Tras el dominio cartaginés, durante la segunda guerra púnica se libró en Santo Tomé, entonces quizá conocida como Baecula, la llamada batalla de Baecula, ganada por el general romano Escipión contra el cartaginés Asdrúbal Barca. El Centro Andaluz de Arqueología Ibérica de la Universidad de Jaén ha llevado a cabo desde 2002 varias prospecciones arqueológicas que han concluido que en el Cerro de las Albahacas, en las cercanías de Santo Tomé, tuvo lugar esta batalla, aunque el asunto permanece aún en estado de discusión.
Durante el dominio romano de la península, la zona estuvo ocupada por numerosas villas rústicas, como la de Las Graveras. En el Museo Provincial se conservan varias lápidas y otros objetos de este periodo. De la época visigoda se conserva una lápida funeraria (en el Museo Arqueológico Provincial) cuya traducción viene a decir: "Avilia Marcela, de treinta y cinco años de edad, aquí está sepultada.- Séale la tierra ligera, sus compañeros le dedicaron este recuerdo".
En época musulmana fue una de las alquerías que se dieron en la zona y contaba con una torre para su protección. La torre, mencionada en las crónicas cristianas inmediatas a la conquista, fue posteriormente transformada en campanario de la iglesia parroquial. Santo Tomé pasó a formar parte del Adelantamiento de Cazorla, patrimonio del arzobispo de Toledo, junto con otras poblaciones de la comarca. En 1438 el arzobispo autorizó la fundación de esta población a Pero Díaz de Toledo, quien relató que al llegar al lugar sólo existían un cortijo y una vieja torre.
En el año 1543, Día Sánchez de Quesada, sexto señor de Garcíez y de la Torre de Santo Tomé, se casó con Leonor de Acuña, señora del castillo y heredamiento de Nínchez y Chozas en Baeza. Posteriormente, el Vizcondado de Santo Tomé fue creado en 1627 por Felipe IV a favor de Hernando de Quesada Mendoza y Toledo.

## Patrimonio

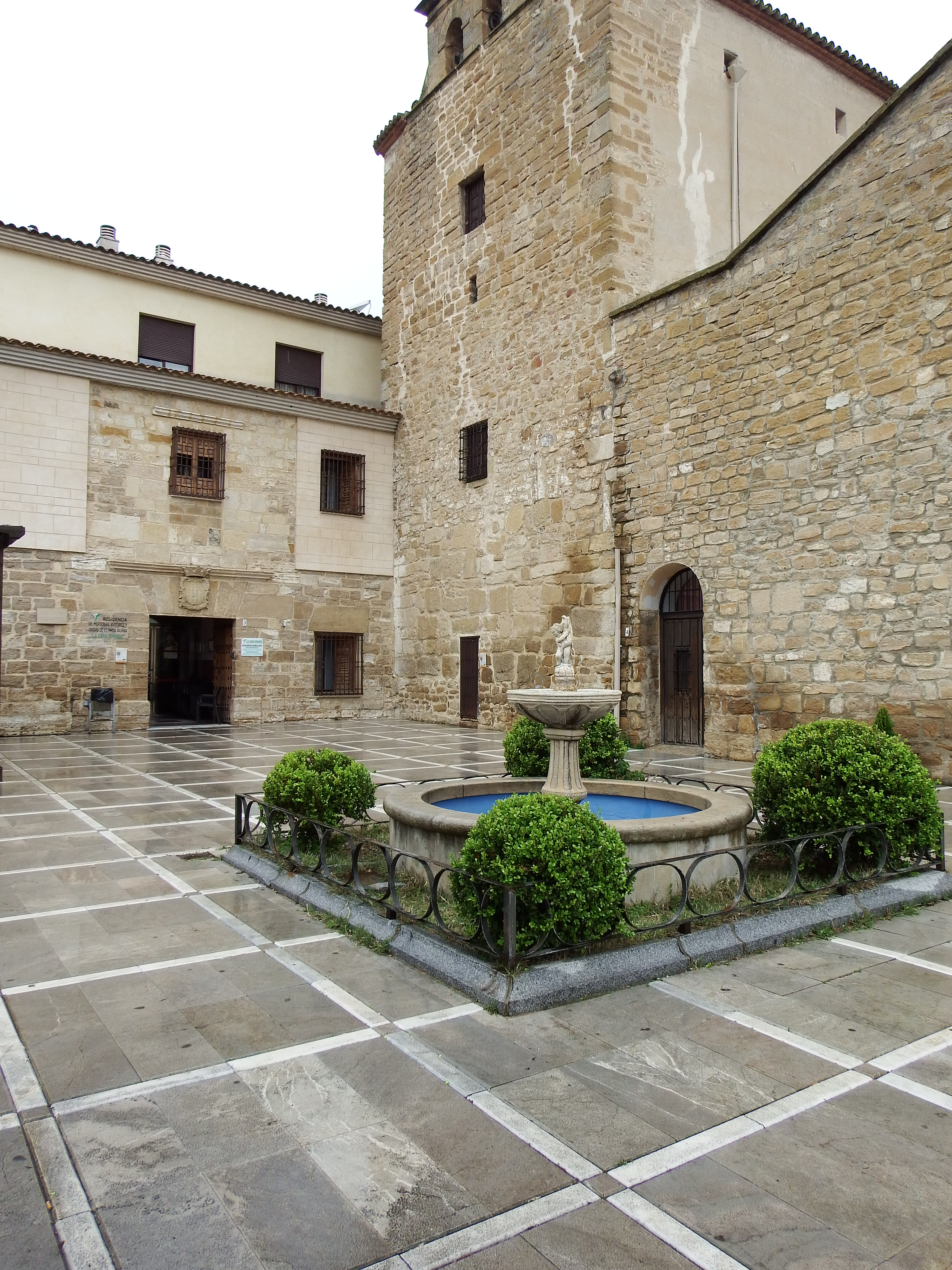

La construcción más antigua que alberga Santo Tomé es la torre del campanario de la iglesia de Santo Tomás. Esta torre, de origen cristiano (siglo XIV), cumplía funciones defensivas, al funcionar como atalaya. Tras la fundación del pueblo, la torre se anexó a la iglesia para ser reutilizada como campanario.
Junto a la iglesia, se encuentra la Casa Grande, la construcción civil con más antigüedad de la localidad (siglo XVI). Sobre la puerta, se puede observar el escudo de armas de la familia que la habitaba. Esta casa-palacio fue incluida en el Catálogo General del Patrimonio Histórico Andaluz en 1997. En 2006 se rehabilitó como residencia para la tercera edad.

## Fiestas

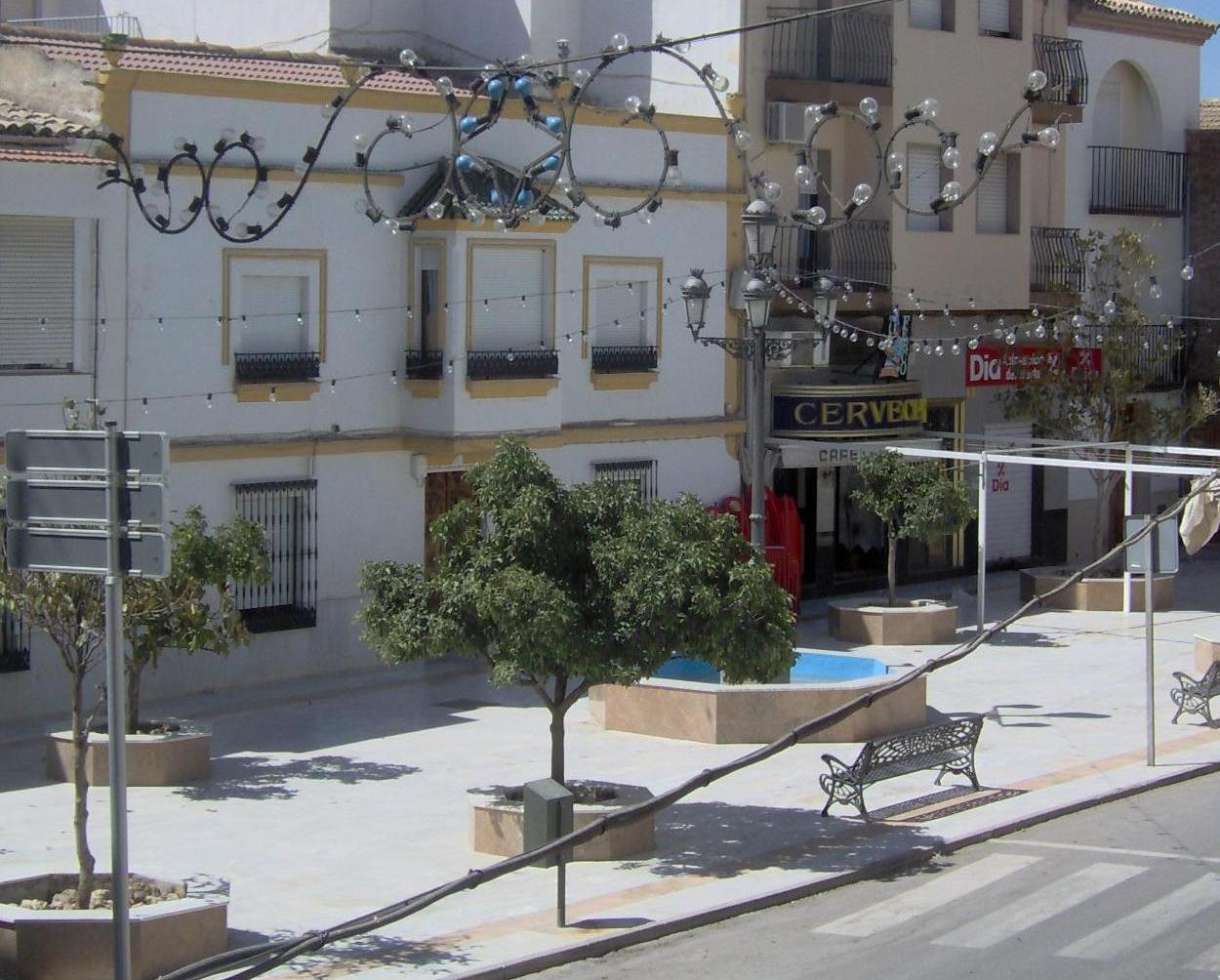
Plaza de España, en el centro de Santo Tomé.

La noche del 2 de febrero (víspera del día de San Blas), tradicionalmente los vecinos realizan una luminaria con leña procedente del olivar y en torno a ella gira la fiesta con canciones tradicionales, corros, bebidas y carnes hechas en sus brasas.
Al final de la temporada de recogida de la aceituna, en torno al mes de marzo, cada tajo (grupo de trabajadores), al finalizar la campaña, organiza su "botijuela", donde los compañeros de trabajo comen y beben durante todo el día para celebrar la recogida de la cosecha.
El 15 de mayo, con motivo de la festividad del patrón de los agricultores, San Isidro Labrador, los tomeseños realizan una romería hasta el río Guadalquivir, donde pasan un día campero y se cocina una paellada por parte de la "Hermandad de San Isidro".
El primer fin de semana de agosto se celebran las "Fiestas del Emigrante", en las que la población del municipio suele aumentar debido a los numerosos familiares que regresan, principalmente desde Cataluña, adonde tuvieron que emigrar hace décadas en busca de trabajo.
Entre los días 23 y 27 del mes de septiembre tiene lugar la feria patronal en honor a la Virgen de los Remedios, siendo el día grande el 24. Por la mañana se celebra una misa en su honor y por la tarde su imagen es sacada en procesión por las calles de la localidad.

## Agrupación de Santo Tomé
A 2 km del núcleo urbano se encuentra la Agrupación de Santo Tomé, también conocida como Montiel. Con una iglesia y una escuela ya cerradas, el único servicio del que disponen este centenar de casas es un bar, por lo que sus habitantes han de desplazarse al colegio, iglesia, centro médico, etc. Es uno de los núcleos de nueva creación consecuencia de la colonización agraria en Andalucía.